# Île Redonda Est
L'île Redonda Est (en anglais : East Redonda Island) est une des îles Discovery, dans le détroit de Géorgie, en Colombie-Britannique, au Canada. 